# Damir Kedžo
Damir Kedžo, född 24 maj 1987 i Omišalj i dåvarande Socialistiska republiken Kroatien i Jugoslavien, är en kroatisk popsångare. Hans karriär startade 2003 då han deltog i en talangjakt och vann senare den tredje säsongen av Tvoje lice zvuči poznato som är den kroatiska versionen av Your Face Sounds Familiar. Han har även medverkat i musikaler.
Damir Kedžo skulle ha representerat Kroatien i Eurovision Song Contest 2020 i Rotterdam med låten "Divlji vjetre" men på grund av coronaviruspandemin 2019–2021 blev tävlingen inställd. Den som istället representerade landet i 2021 års tävling var artisten Albina.